# Первомайский сельский округ (Жамбылский район)
Первомайский сельский округ (каз. Первомай ауылдық округі) — административная единица в составе Жамбылского района Северо-Казахстанской области Казахстана. Административный центр — село Будённое.
Население — 1041 человек (2009, 1385 в 1999, 1878 в 1989).

## Состав
В состав округа входят такие населенные пункты:
| Населенный пункт | Население, человек (1989) | Население, человек (1999) | население, человек (2009) |
| ---------------- | ------------------------- | ------------------------- | ------------------------- |
| Будённое, село   | 974                       | 686                       | 548                       |
| Кабань, село     | 348                       | 255                       | 132                       |
| Калиновка, село  | 245                       | 201                       | 176                       |
| Чапаевка, село   | 311                       | 243                       | 185                       |